# Hans Werner Rothe (Politiker)
Hans Werner Rothe (* 8. Mai 1920 in Breslau; † 27. April 2013 in Bremen) war bremischer Hochschulpolitiker. Er war federführend als Planer an der Gründung der Universität Bremen 1971 beteiligt.
Im Jahr 1961 reichte Rothe die Denkschrift Über die Gründung einer Universität zu Bremen ein, bei der die Dualität von Forschung und Lehre durch eine dritte Säule, der Universität als temporärer Lebensform ergänzt wurde. Danach war er bis zu seiner Absetzung 1969 als Universitätskurator unter dem Bildungssenator Thape tätig. Trotzdem konnte sich seine Idee einer Campus-Universität durchsetzen.
Seine Bibliothekskonzeption (bauliche Zentrallage, Einheit aller bibliothekarischen Einrichtungen, Positions des Bibliotheksdirektors) wurde zum Vorbild für weitere Neugründungen von Universitätsbibliotheken.

## Schriften (Auswahl)
- Über die Gründung einer Universität zu Bremen. Denkschrift vorgelegt der Universitätskommission des Senats der Freien Hansestadt Bremen. Schünemann, Bremen 1961, OCLC 63482251.